# U74 (潜水艦・2代)
U-74はドイツ海軍がかつて運用したUボートVIIB型潜水艦。
1939年11月5日起工、ドイツのブレーマー・フルカン造船所にて建造された。
1940年8月31日に進水し、アイテル＝フリードリヒ・ケントラット指揮の下、10月31日に就役した。

## 艦歴
U-74は8回の哨戒を実施し、合計25,619トンの4隻船を沈め、合計11,525トンの2隻に損害を与えた。
U-74は3つのウルフパックに参加した。

### 第1哨戒
U-74は、1941年3月5日に最初の哨戒のためヘルゴラントを出航した。大西洋に向かい、4月3日にアイスランド南西部にて貨物船レオニダス Z.カンバミスを沈め、同日付近にいた武装商船HMSウースターシャーに損害を与えた。U-74は、4月11日にドイツ占領下にあるフランスのサン＝ナゼールに入港した。

### 第2哨戒
2回目の哨戒では、北西に進みグリーンランドに向かった。1941年5月21日に2隻のイギリス艦コルベットHMSバーベナと駆逐艦HMSバーナムより爆雷による攻撃を受けた。

#### ビスマルクとの関わり
1941年5月24日、ドイツの戦艦ビスマルクと重巡洋艦プリンツ・オイゲンはイギリスの巡洋戦艦フッドを沈め、随伴する戦艦プリンス・オブ・ウェールズに損害を与えた。その結果、ビスマルクを狙うイギリス軍との間で、100隻近く艦船が絡む海戦が起こった。
これらのイギリス艦は絶好のターゲットとなり得るため、U-74艦長ケントラットはこの海域のイギリス軍を攻撃するように命じられた。同日の夕刻、U-74は潜水中の索敵にて別のUボートを発見し浮上した。100メートルの距離に現れたのはヘルベルト・ヴォールファールトが指揮するU-556であった。ヴォールファールトはビスマルクの戦闘記録を回収する命を受けていたが、U-556は魚雷の残弾がなく、燃料も残り僅かであった。そのため、ヴォールファールトは戦闘記録回収の任をケントラットへ託した。ケントラットはその命を受け入れ、ビスマルクが最後に確認された位置へ向かった。
5月27日の夜明けまでに、ビスマルクは航行に支障を来たす損傷を負っており、戦艦キング・ジョージ5世及びロドニー、重巡洋艦ノーフォーク及びドーセットシャーからの更なる攻撃を受けていた。ビスマルクの乗員にとっては、ビスマルクの撃沈は時間の問題であった。
10時36分にU-74は船体が沈む音を探知したが、ケントラットはそれがビスマルクなのかイギリス船なのか判断できなかった。彼は潜望鏡深度にて、U-74の真正面に戦艦と巡洋艦を視認した。U-74は攻撃位置に移動しようとしたが、荒天により海が大きく荒れおり魚雷を発射出来ず、残骸と黄色い救命胴衣が見えるのみであった。
イギリス艦が去った後、U-74は破片と死体の中海面に浮上した。彼らがその朝聞いた音はビスマルクの沈没音であった。彼らは乗員を救助すべく捜索したが生存者を発見できず、その日の夜にゲオルク・ヘルツォーク、オットー・ヘンチュ、ヘルベルト・マンタイの3人が乗ったいかだを発見できたのみであった。U-74は翌日も捜索を続けたが、その他の生存者は発見できず、ロリアンに戻るように命じられた。

### 第3哨戒
3回目の哨戒では、U-74は1941年8月5日にアイルランドの西でクマシアンを沈め、12日にサン＝ナゼールに戻った。

### 第4哨戒
1941年9月8日にサン＝ナゼールを出航し、1941年9月19日にファーベル岬（グリーンランド）東約120海里にてHMCSレヴィ及び武装商船SSエンパイア・バートンを撃沈した
。

### 第5哨戒
1941年11月7日、U-74はファーベル岬の南東550海里（1,020 km）でノッティンガムを撃沈した。U-74は1941年11月12日にサン＝ナゼールに戻った。

### 第6哨戒
U-74の次の哨戒は地中海であった。1941年12月9日にサン＝ナゼールを発ち、16日に厳重警戒下にあったジブラルタル海峡の警戒網を突破した。U-74は12月24日にイタリアのラスペツィアに入った。

### 第7哨戒
7回目の哨戒では、シチリア島とイタリア本土の間で、1942年1月3日にイギリスの支配下にあるアレクサンドリア港に向った。U-74は8日にラスペツィアに戻った。

### 第8哨戒及び沈没
1942年5月1日、地中海の西端で連合国の空母に対して攻撃を命じられたU-74は、空爆による損傷を受けたU-556を捜索するため迂回した。その夜、スペイン南東部の海岸沖でイギリスの潜水艦と戦闘となるが、双方の魚雷攻撃は失敗に終わった。U-74は、1942年5月2日、スペインのカルタヘナの南東にてイギリス駆逐艦HMSウィシャートとHMSレスラーから爆雷を受け沈没した。乗員47名が死亡し、生存者はいなかった。

## ウルフパック
U-74は3つのウルフパックに参加した。
- West（1941年5月13日 - 22日）
- Brandenburg（1941年9月15 - 20日）
- Raubritter（1941年11月1 - 6日）

## 戦果一覧
| 日付          | 船名/艦名               | 国籍/所属    | トン数 | 結果 |
| 1941年3月11日 | フローディ              | アイスランド | 123    | 損傷 |
| 1941年4月3日  | HMSウースターシャー     | イギリス海軍 | 11,402 | 損傷 |
| 1941年4月3日  | レオニダス Z.カンバミス | ギリシャ     | 4,274  | 沈没 |
| 1941年8月5日  | クマシアン              | イギリス     | 4,922  | 沈没 |
| 1941年9月19日 | レヴィ                  | カナダ海軍   | 925    | 沈没 |
| 1941年9月20日 | SSエンパイア・バートン  | イギリス     | 6,966  | 沈没 |
| 1941年11月7日 | ノッティンガム          | イギリス     | 8,532  | 沈没 |